# سپاه حفاظت انصارالمهدی
سپاه حفاظت انصار المهدی از سپاه‌های زیرمجموعه سپاه پاسداران انقلاب اسلامی است، که در زمینه حفاظت فیزیکی از شخصیت‌ها و مسئولان نظام جمهوری اسلامی ایران، همچنین حفاظت هواپیمایی فعالیت می‌کند. سپاه حفاظت در سال ۱۳۵۸ توسط سپاه پاسداران شکل گرفت و در سال ۱۳۶۸ در پی جدا کردن سپاه حفاظت ولی‌امر از این یگان، سپاه حفاظت انصارالمهدی تشکیل شد.

## تاریخچه
یک روز پس از ترور نافرجام اکبر هاشمی رفسنجانی در ۵ خرداد ماه سال ۱۳۵۸ روح‌الله خمینی؛ رهبر جمهوری اسلامی، طی پیامی مسئولیت حفاظت از جان مسئولین نظام جمهوری اسلامی را که تا پیش از آن برعهده گارد ملی وابسته به دولت موقت، سازمان مجاهدین انقلاب اسلامی و مجموعه‌های وابسته به محمد منتظری بود، به سپاه پاسداران انقلاب اسلامی محول کرد، که در پی آن، سپاه حفاظت از شخصیت‌ها(سپاه حفاظت انصارالامام) شکل گرفت. در سال ۱۳۶۸ سپاه حفاظت از شخصیت‌ها و سپاه حفاظت ولی‌امر از یکدیگر تفکیک شدند و سپاه حفاظت انصار المهدی تشکیل شد. پس از تغییرات ساختاری در سپاه پاسداران، یگانی تحت عنوان فرماندهی حفاظت سپاه تشکیل شد، که مسئولیت اداره سپاه حفاظت انصار المهدی و سپاه حفاظت هواپیمایی، برعهده این یگان گذاشته شد.
سرتیپ دوم پاسدار هدایت البرزی، فرمانده یگان حفاظت از شخصیت‌های ناجا دربارهٔ نهاد مسئول حفاظت از شخصیت‌ها گفته است: «مسئولیت حفاظت شخصیت‌ها در سال ۸۴ به صورت آزمایشی به سپاه پاسداران واگذار شد ولی در نهایت و پس از ۵ سال، این مسئولیت در سال ۸۹ مجدداً به نیروی انتظامی سپرده شد.» به گفته این مسئول، حفاظت از تعداد معدودی نیز در اختیار سپاه پاسداران است. وی با اشاره به این که بر اساس بند ۶ ماده ۴ قانون نیروی انتظامی، مسئولیت حفاظت از تمام شخصیت‌های نظام بر عهده نیروی انتظامی است، افزود: ولی با توجه به تدبیر و تشخیص شورای عالی امنیت ملی و فرماندهان، حفاظت از سران ۳ قوه به سپاه پاسداران واگذار شده‌است.

## یگان‌ها
یگان دژبانی نیروی های مسلح:حفاظت از فرماندهان ارشد نظامی در سطح تحت امر خود به جز ارتش جمهوری اسلامی ایران که خود به صورت جداگانه، فعالیت های اسکورت و سکوریتی را انجام میدهد. 
- یگان مجلس شورای اسلامی: حفاظت از رئیس و نواب مجلس، همچنین محیط داخلی و پیرامونی مجلس شورای اسلامی.
- یگان ریاست‌جمهوری: حفاظت از رئیس‌جمهور و خانواده وی، حفاظت از رئیس دفتر رئیس‌جمهور و هیئت دولت، همچنین حفاظت از دفتر دوم رئیس‌جمهور در سعدآباد و منزل وی.
- یگان مجمع تشخیص مصلحت نظام: حفاظت از رئیس و دبیر مجمع، همچنین محیط داخلی مجمع تشخیص مصلحت نظام.
- یگان قوه قضاییه: حفاظت از رئیس قوه قضاییه و محیط داخلی قوه قضاییه.
- یگان حفاظت ویژه:
- یگان شهید مطهری: حفاظت فیزیکی از محیط پیرامون و اماکن حیاتی و حساس.
- یگان چک و خنثی: شناسایی و چک کردن اماکن حساس، به ویژه مکان‌هایی که شخصیت‌های تحت حفاظت سپاه انصار، قصد سفر یا سخنرانی در آنجا را دارند و خنثی‌سازی خطرات.
- یگان جماران: حفاظت از امنیت محیط داخلی و پیرامونی حرم روح‌الله خمینی و منطقه جماران، همچنین شخصیت‌های منسوب به روح‌الله خمینی.
- یگان عملیات ویژه: پشتیبانی تخصصی در بخش حفاظت فیزیکی و حفاظت از شخصیت‌ها.

## حفاظت هواپیما
از سال ۱۳۶۳ وظیفه حفاظت از امنیت هواپیماها به سپاه انصار المهدی واگذار شد. از ابتدای فعالیت این یگان تاکنون ۱۵ مورد اقدام به هواپیماربایی صورت گرفته‌است، که ۱۱ مورد آن با اقدامات عملیاتی و ۴ مورد بدون اقدامات فیزیکی خنثی شده‌است.

## مرکز فرماندهی
مرکز فرماندهی سپاه انصار المهدی در ۲ ساختمان ۶ طبقه، واقع در خیابان پاستور تهران می‌باشد
سرتیپ علی نصیری یکی ار فرماندهان این سپاه بود که یک روز پیش از تغییر فرماندهی کل سپاه پاسداران و در زمان فرماندهی سرلشکر محمدعلی جعفری برکنار و سرتیپ دوم فتح‌الله جمیری فرمانده سپاه یزد با حفظ سمت جایگزین او شد؛ هم اکنون سرتیپ دوم پاسدار فتح الله جمیری فرمانده سپاه حفاظت انصارالمهدی می باشد.